# Jüdischer Friedhof (Schwarzrheindorf)

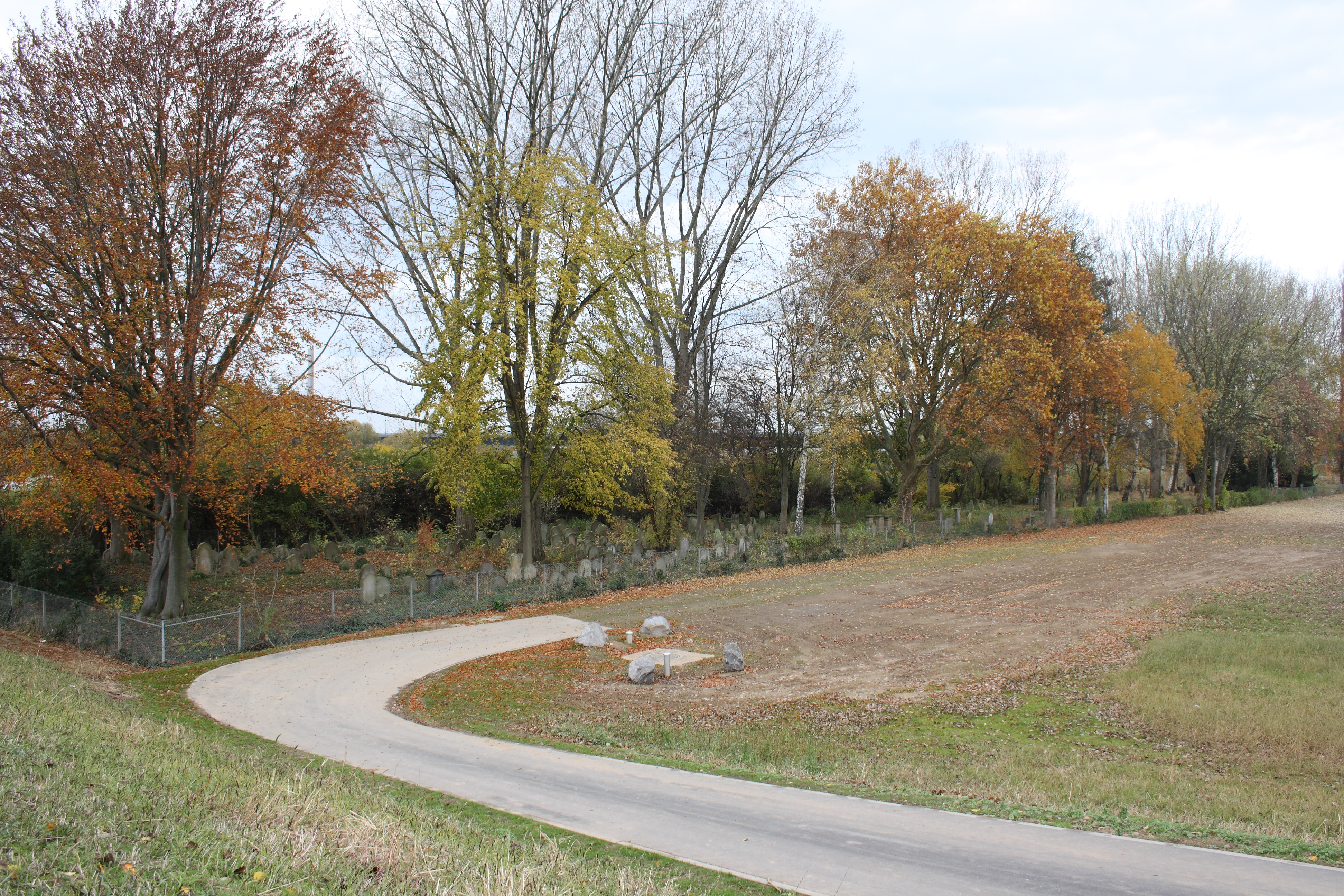
Jüdischer Friedhof in Schwarzrheindorf

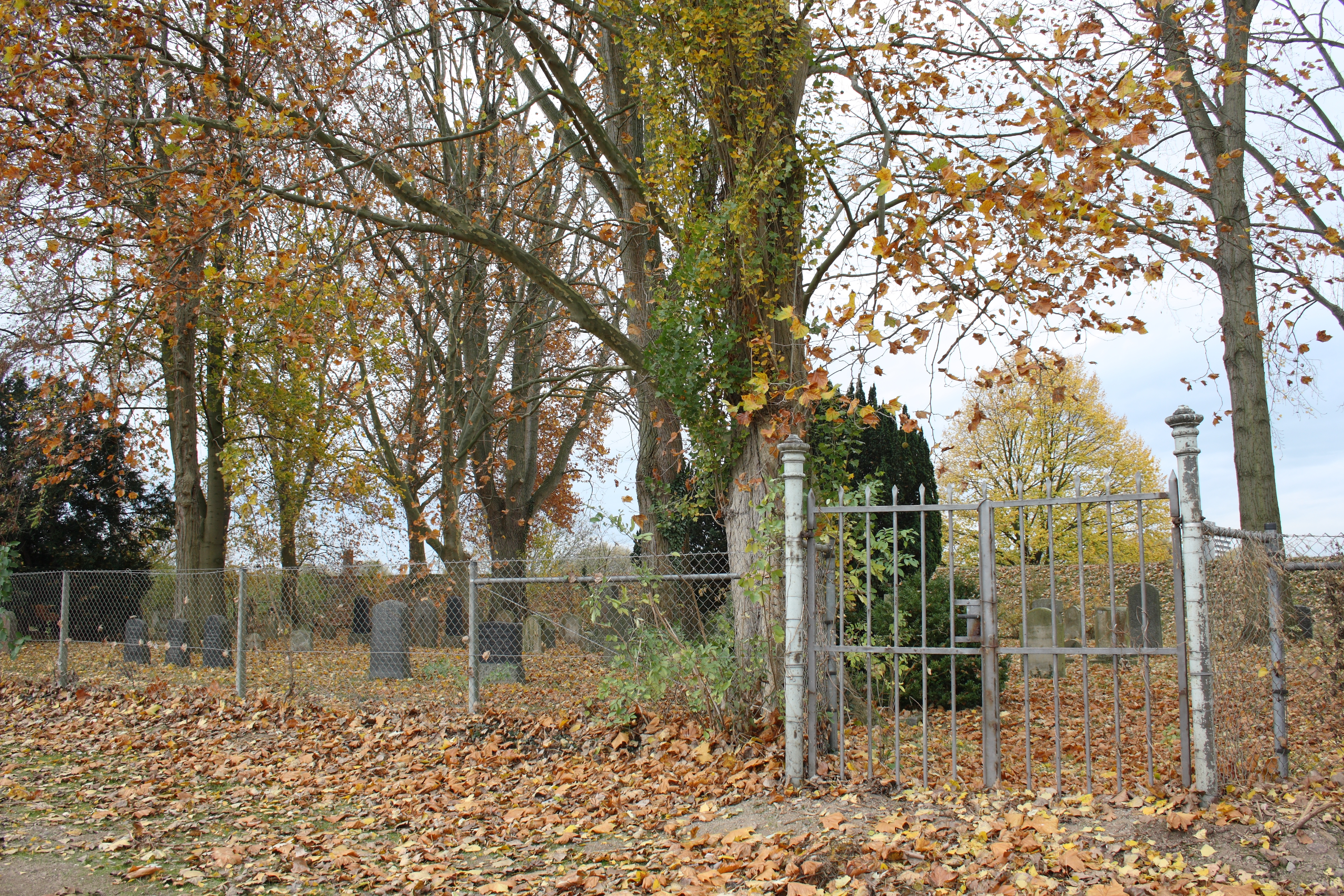
Ehemaliger Eingang des jüdischen Friedhofs

Der Jüdische Friedhof Schwarzrheindorf befindet sich in Schwarzrheindorf, einem  Ortsteil von Bonn in Nordrhein-Westfalen. Der jüdische Friedhof liegt rheinabwärts hinter dem Hochwasserdeich, in der Nachbarschaft der Kläranlage und der Friedrich-Ebert-Brücke. Er steht als Baudenkmal unter Denkmalschutz.

## Geschichte
Im Jahr 1854 erhielten die Beueler Juden innerhalb der Synagogengemeinde Bonn den Status einer Spezialgemeinde, 1875 wurde dieser Synagogenverband mit Bonn aufgelöst. Die Größe der jüdischen Gemeinde belief sich 1828 auf 120 Mitglieder, 1885 auf 182 und 1932 noch auf 130. Um 1808 wird ein Bethaus genannt. Um 1800 wurde die erste Synagoge Beuel errichtet, die 1903 durch einen Neubau an gleicher Stelle erweitert wurde. Während des Pogroms am 9. November 1938 wurde die Beueler Synagoge in Brand gesteckt und zerstört.
Wann der Friedhof angelegt wurde, ist nicht geklärt. Der älteste noch vorhandene Grabstein stammt aus dem Jahr 1623. Auf dem 7660 Quadratmeter großen Friedhof sind heute noch 445 Grabsteine vorhanden.
Der Friedhof wurde 1818 von der jüdischen Gemeinde in Bonn erworben. Er ist sowohl von der jüdischen Gemeinde Bonn wie auch von der Gemeinde in Beuel genutzt worden. 1898 wurde die Friedhofsfläche geteilt: Die Synagogengemeinde Bonn übereignete der Synagogengemeinde Villich (Beuel) den nördlichen, die Bonner Gemeinde blieb im Besitz des südlichen Teils. Infolge der Installation von Flugabwehrgerät 1939 ist der Friedhof erheblich beschädigt worden.
Der baumbestandene und mit einem Zaun und zwei Eingangspforten umgebene Begräbnisplatz ist heute frei zugänglich. Auf dem Hochwasserdeich befindet sich ein im November 1968 von der damaligen Stadt Beuel errichteter Holocaust-Gedenkstein; im April 2018 wurde eine umfangreiche Informationstafel am Eingang des Friedhofs eingeweiht.

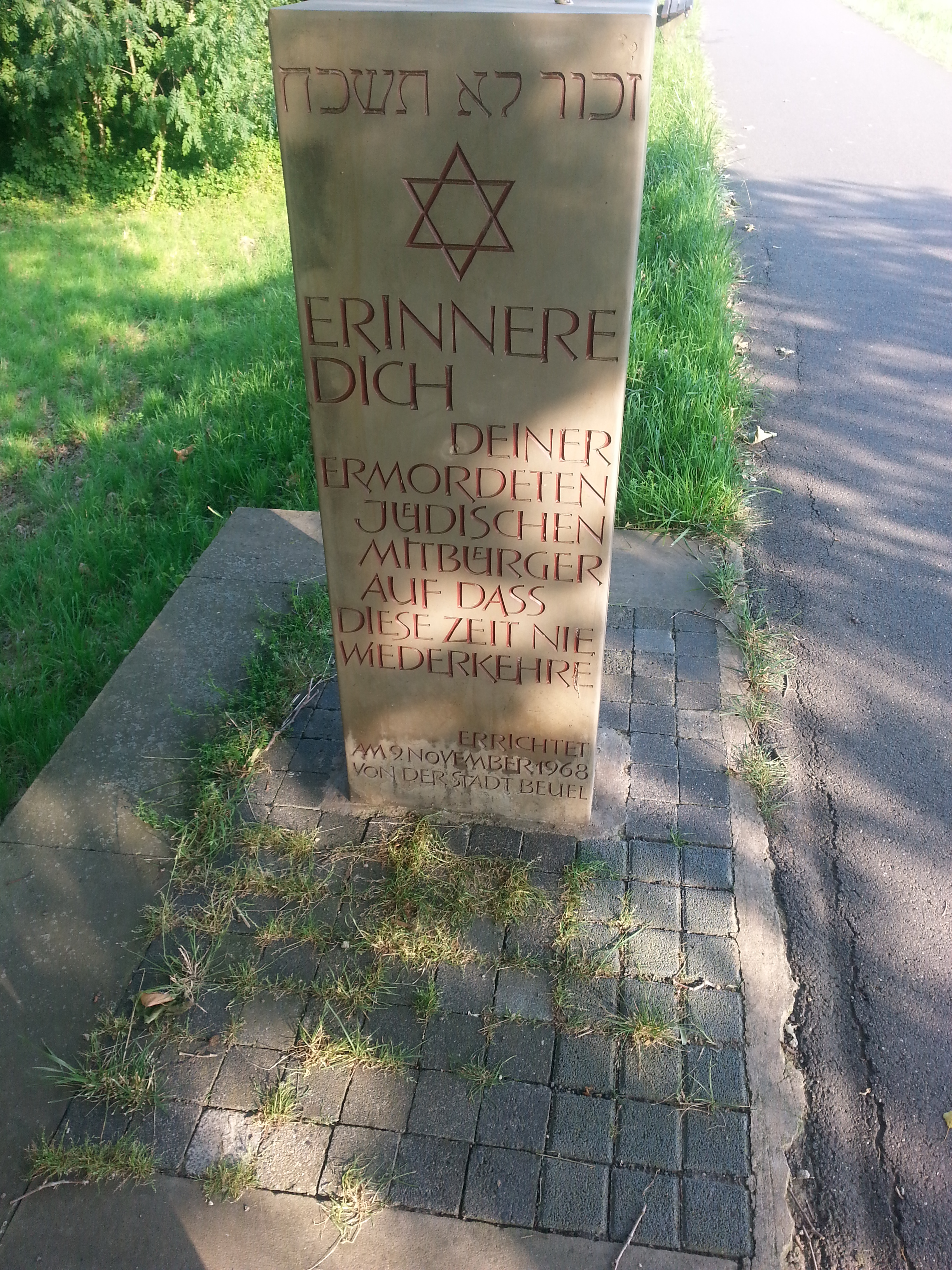
Denkmal, Jüdischer Friedhof (Schwarzrheindorf-Bonn-Beuel)

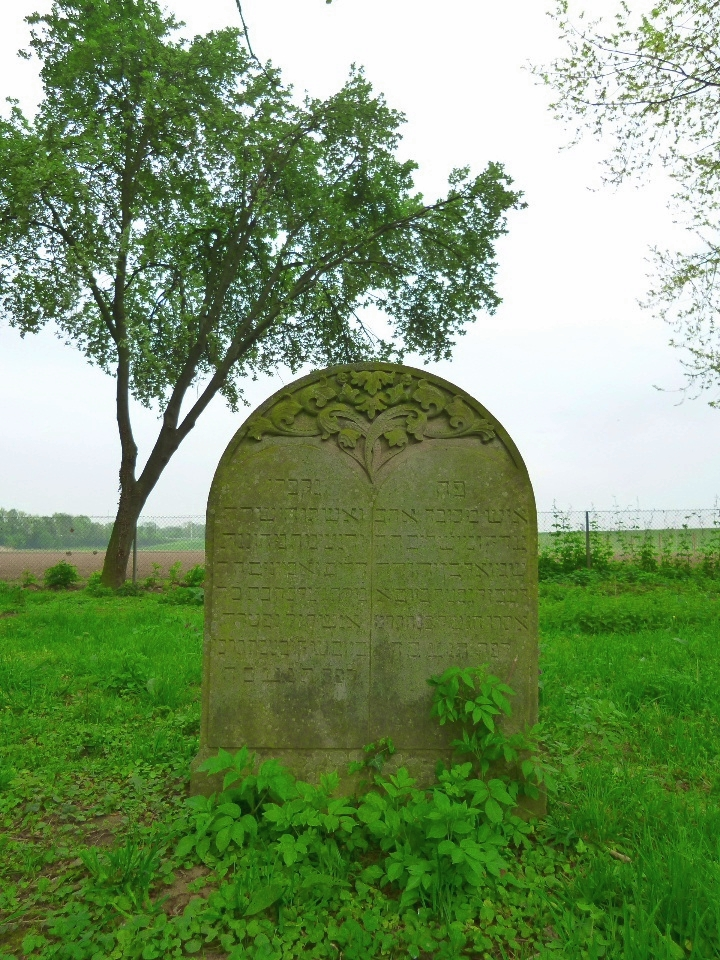
Grab von Caroline und Samuel Löb

## Gräber bekannter Persönlichkeiten
- Isaak Kahana Rapaport (1730–13. März 1788), Oberrabbiner[3]
- Simcha Bunim Cohen Rappaport (1734–8. April 1816), Oberrabbiner[4]
- Abraham Auerbach (1763–1846), Oberrabbiner[5]
- Rachel Zuntz (1787–1874), Unternehmerin
- Aaron Auerbach (1810–1886), Oberrabbiner[6]